# Ferrari Amalfi
Ferrari Amalfi är en sportbil som den italienska biltillverkaren Ferrari planerar att lansera under 2026.
Versioner:
| Modell | Motor              | Cylindervolym | Effekt                 | Vridmoment             | Bränslesystem            |
| ------ | ------------------ | ------------- | ---------------------- | ---------------------- | ------------------------ |
| Amalfi | 8-cyl V-motor DOHC | 3855 cm³      | 640 hk vid 7 500 v/min | 760 Nm vid 3 000 v/min | Direktinsprutning, turbo |